# Carlos Menditeguy
Carlos Alberto Menditéguy (Buenos Aires, Argentina, 10. kolovoza, 1914. – Buenos Aires, Argentina, 27. travnja 1973.) je bivši argentinski vozač automobilističkih utrka.
Menditéguy je ostavio odličan dojam na utrci Peron Cup 1951. u Alfa Romeu, a redovito je nastupao na lokalnim utrkama diljem Argentine. U Formuli 1 je uglavnom nastupao upravo na Velikoj nagradi Argentine, a 1957. je na Buenos Airesu osvojio 3. mjesto iza sunarodnjaka Juana Manuela Fangija i Francuza Jeana Behre, što mu je najbolji rezultat. 
Na istoj je stazi 1956. vodio utrku 40 krugova, ali je prilikom promjene brzine na svom Maseratiju, slomio osovinu te udario u ogradu. Nakon dobre izvedbe u Argentini 1957., Maserati mu je pružio priliku da nastupa u prvenstvu. No Menditéguy je odvozio tek tri utrke koje nije uspjeo završiti. Nastup u Argentini 1960. na kojem je osvojio 4. mjesto, je njegova posljednja utrka u Formuli.
Osim automobilizmom, Menditéguy se bavio polom, te se danas smatra jedim od najboljih igrača tog sporta. S bratom Juliom i braćom Luisom i Heribertom Dugganom, osvojio je 4 naslova 1940., 1941., 1942. i 1943. također bio je i uspješni igrač golfa. Preminuo je u dobi od 59 godina, te je pokopan na groblju La Recoleta Cemetery.

## Rezultati u Formuli 1
| Sezona | Momčad                    | Šasija              | Motor               | Utrke | Pobjede | Podiji | Bodovi | Plasman |
| ------ | ------------------------- | ------------------- | ------------------- | ----- | ------- | ------ | ------ | ------- |
| 1953.  | Equipe Gordini            | Gordini Type 16     | Gordini Straight-6  | 1     | 0       | 0      | 0      | -       |
| 1954.  | Onofre Marimón            | Maserati A6GCM/250F | Maserati Straight-6 | 1 (0) | 0       | 0      | 0      | -       |
| 1955.  | Officine Alfieri Maserati | Maserati 250F       | Maserati Straight-6 | 2     | 0       | 0      | 2      | 19.     |
| 1956.  | Officine Alfieri Maserati | Maserati 250F       | Maserati Straight-6 | 1     | 0       | 0      | 0      | -       |
| 1957.  | Officine Alfieri Maserati | Maserati 250F       | Maserati Straight-6 | 4     | 0       | 1      | 4      | 14.     |
| 1958.  | Scuderia Sud Americana    | Maserati 250F       | Maserati Straight-6 | 1     | 0       | 0      | 0      | -       |
| 1960.  | Scuderia Centro Sud       | Cooper T51          | Maserati Straight-4 | 1     | 0       | 0      | 3      | 19.     |

## Vanjske poveznice
- Menditéguy na racing-reference.info